# トゥルッ・プライ駅
トゥルッ・プライ駅（トゥルッ・プライえき、マレー語:Stesen Teluk Pulai）はマレーシアのセランゴール州トゥルッ・プライにある、マレー鉄道の駅。
当駅に乗り入れている路線は、線路名称上はポート・クラン支線であるが、運転系統上はKTMコミューターのポート・クラン線として案内される。

## 概要
KTMコミューターのスントゥル - ポート・クラン路線の電車が停車する。

## 歴史
- 1995年9月29日 - KTMコミューター シャー・アラム - ポート・クラン間運行開始。

## 駅構造
相対式ホーム2面2線をもつ地上駅である。駅舎は南側にあり、下りホームに面している。上りホームへは構内の跨線橋で結ばれている。
| 1 | 2 ポート・クラン線（下り） | ポート・クラン方面                                   |
| 2 | 2 ポート・クラン線（上り） | スバン・ジャヤ、KLセントラル、タンジュン・マリム方面 |

## 隣の駅
マレー鉄道
2 ポート・クラン線
クラン駅 (KD14) - トゥルッ・プライ駅 (KD15) - トゥルッ・ガドン駅 (KD16)